# Murmanskgade
Murmanskgade er en gade i Århusgadekvarteret i Nordhavnen i København, der ligger langs med Redmolekanalen mellem Sandkaj og Fortkaj. Gaden er opkaldt efter den russiske havneby Murmansk.

## Historie og bebyggelse
Gaden og kajen ligger ligesom resten af Århusgadekvarteret i et område, der indtil 2014 var en del af Københavns Frihavn med begrænset adgang for offentligheden. I denne del af området lå der endnu i 2012 en unavngiven gade med erhvervsbygninger, men de blev efterfølgende revet ned, så der for stund kom et ubebygget grænseområde mellem Århusgadekvarteret og den tilstødende halvø Redmolen. Baggrunden var at det i forbindelse med kvarterets ophør som frihavn var blevet besluttet at omdanne det til en ny bydel med boliger og erhverv og med anlæg af en ny kanal, så Redmolen blev til en ø. Desuden skulle der anlægges gader på hver side af den nye kanal. Københavns Kommunes Vejnavnenævnet ønskede at følge traditionen med at give gadenavne efter et bestemt tema, i dette tilfælde internationale havnebyer. Indstillingen blev godkendt på Teknik- og Miljøudvalgets møde 21 januar 2014 med virkning fra 1. marts 2014, hvor gaden på vestsiden blev til Murmanskgade. I praksis var der nærmest tale om en genetablering af den unavngivne gade, hvor der nu blev sat gang i nybyggeri til erstatning for de nedrevne erhvervsbygninger. Kollegaen på den anden side af kanalen på Redmolen, Mariehamngade, må derimod vente til engang i 2018, før byggeriet for alvor går i gang der.
Langs den sydlige ende af Murmanskgade ved hjørnet af Sandkaj opførte AP Pension og KPC karreen Harbour Park efter tegninger af Danielsen Architecture i 2014-2015. Karreen er opført i teglsten med brune og røde nuancer og med fælles have i gårdrummet. Ved siden af på den anden side af Sankt Petersborg Plads opførtes et parkeringshus for kvarteret med navnet Lüders (arbejdsnavn: Den Røde Tråd) efter tegninger af JAJA Architects i 2014-2016. Huset er nærmest rustrødt men prydes af illustrationer af havnelivet og en mængde grønne plantekasser. Parkeringshuset rummer ca. 500 biler foruden et Netto-supermarked og en genbrugsstation i stuen. Taget fungerer som det offentligt tilgængelige 2.400 m² store Konditaget Lüders, hvor forskellige faciliteter gør det muligt at lege og dyrke sport. Desuden fungerer taget som udsigtspunkt. Som det tredje og sidste byggeri langs Murmanskgade opførte Walls/Nordkranen en bygning til bolig og erhverv ved det nordlige hjørne ved Fortkaj efter tegninger af Mangor & Nagel Arkitektfirma i 2015-2017.

## Rekreative områder
Murmanskgade ligger langs med Redmolekanalen, der fungerer som forbindelse mellem Nordbassinet og Kronløbsbassinet, og som kan benyttes af robåde og kanalbåde. Langs med kanalen er der etableret lave promenader på begge sider, hvor det er tanken, at folk skal kunne komme tæt på vandet og i øvrigt opholde sig lidt på afstand af kvarterets mere aktive steder. Den nordlige ende af kanalen krydses af en vejbro fra Helsinkigade til den kommende Gdanskgade på Redmolen, mens den sydlige del krydses af en gang-/cykelbro til Mariehamngade.
Den nordlige ende af gaden fungerer som en trekantet plads med udsigt til Øresund. I 2018 bliver pladsen indrettet med en lommepark med bede med fyrretræer og siddemøbler.
Udfor den sydlige ende af gaden stikker Murmanskmolen et lille stykke ud i Nordbassinet. Indtil videre fungerer den som en kajak- og robådsforpost med en tilhørende midlertidig rampe, så kajakker og både kan sættes i vandet i Redmolekanalen. I 2020-2021 er der imidlertid meningen, at Murmanskmolen skal indrettes som et udkigspunkt. Desuden skal der opsættes et kombineret opholds- og legemøbel, der bliver landskabeligt udformet med varierende højder.